# Гаич, Милан (футболист, 1986)
Милан Гаич (серб. Milan Gajić / Милан Гајић; род. 17 ноября 1986, Крушевац) — бывший сербский футболист, полузащитник футбольного клуба «Вадуц II»

## Карьера
Гаич начал свою профессиональную карьеру в «Напредаке». Осенью 2007 года был отдан в полугодичную аренду «Боавиште».
В июле 2008 года Гаич подписал контракт с «Люцерном». В составе швейцарского клуба забил три гола в 23 матчах.
5 мая 2009 года Гаич подписал четырёхлетний контракт с «Цюрихом». Первый гол за новую команду забил 8 декабря 2009 года в домашней ничье 1:1 с «Миланом» в рамках группового этапа Лиги чемпионов УЕФА.
Летом 2013 года Гаич подписал контракт с «Янг Бойз».
В 2017 году подписал контракт с лихтенштейнским клубом «Вадуц». 14 мая 2024 года, спустя 7 лет в клубе, объявил о завершении профессиональной карьеры.

## Достижения
«Вадуц»
- Кубок Лихтенштейна (5): 2017/2018, 2018/2019, 2021/2022, 2022/2023, 2023/2024[6].